# Planodema multilineata
Planodema multilineata är en skalbaggsart som först beskrevs av Stefan von Breuning 1940.  Planodema multilineata ingår i släktet Planodema och familjen långhorningar.
Artens utbredningsområde är Kenya. Inga underarter finns listade i Catalogue of Life.